# 日本国憲法第9章
日本国憲法 第9章（にほんこくけんぽう だい9しょう）は、日本国憲法の章の1つ。「改正」の章名で、憲法改正について規定している。第96条だけでこの章を成している。

## 構成
- 第96条 憲法改正の手続、その公布

## 内容
日本国憲法はいわゆる硬性憲法であり、非常に厳しい改正手続を要求している。大日本帝国憲法のように「不磨の大典」視されることはないものの、2025年現在、制定以来一度も改正されていない。

## 他の国々の場合
アメリカにおける憲法改正手続きは以下の通り：
- 発議条件

- 上院・下院の三分の二以上の要請

または
- 全州の三分の二以上の議会の請求

- 修正条件

- 全州の四分の三以上の議会による承認

または
- 四分の三以上の州での憲法会議による承認

ドイツの基本法改正（ドイツ連邦共和国基本法73条）
- 基本法の文言を明文をもって変更または補充する法律

- 連邦議会議員および連邦参議院の3分の2の投票

- 改正の制限

- 連邦を各邦に分けること
- 立法における各邦の原則的協力または1条および20条において設定された基本原則に影響を及ぼす変更